# Ohne Verfasser
Die Angabe ohne Verfasser (o. V.) wird bei direkten oder indirekten Zitaten als Abkürzung in Quellenverweisen und Literaturverzeichnissen verwendet, wenn der Autor einer Quelle nicht namentlich bekannt ist. Beispielsweise könnte eine Angabe in der Quelle wie folgt aussehen:
O. V.: Mustertitel. Ort Jahr, S. 10–15.

## Zitieren von Onlinedokumenten
Beim Zitieren von Onlinedokumenten, deren Verfasser nicht bekannt ist, wird nach ISO 690 der Herausgeber oder Name der Website angegeben.
Dies würde dann in der Quellenangabe beispielhaft an dieser Seite bei einer Angabe des Namens der Webseite wie folgt aussehen:
Wikipedia: https://de.wikipedia.org/wiki/Ohne_Verfasser, Zugriff am 30. März 2025.
Für eine Angabe des Herausgebers ist folgendes Beispiel geeignet:
Bibliographisches Institut GmbH – Duden-Verlag (Hrsg.): https://www.duden.de/rechtschreibung/Verfasser, Zugriff am 30. März 2025.